# Signe Rink

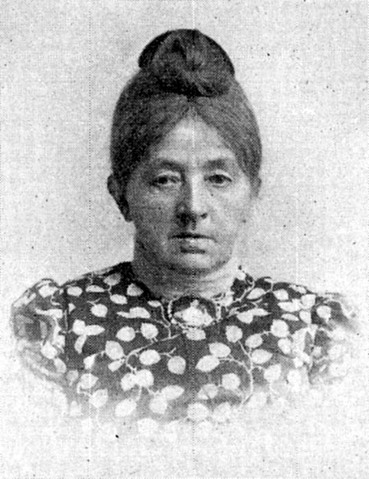
Signe Rink

Nathalie Sophia Nielsine Caroline „Signe“ Rink (geb. Møller; * 24. Januar 1836 in Paamiut; † 19. April 1909 in Oslo) war eine dänisch-grönländische Schriftstellerin und Ethnografin.

## Leben
Signe Rink wurde 1836 als Tochter des Inspektors Jørgen Nielsen Møller (1801–1862) und seiner Frau Antonette Ernestine Constance Tommerup (1813–1891) in Paamiut geboren, wo ihr Vater zu dieser Zeit arbeitete. Nachdem sie mit der Grönländischen Sprache in Grönland aufgewachsen war, wurde sie 1850 zum Schulbesuch nach Dänemark geschickt. Dort lernte sie den mehr als doppelt so alten Geografen und Grönlandforscher Hinrich Johannes Rink (1819–1893) kennen, der gerade drei Jahre im Norden Grönlands verbracht hatte. Signe war erst 17, als die beiden am 28. April 1853 heirateten. Noch im selben Jahr kehrten sie nach Grönland zurück, wo ihr Mann bei Den Kongelige Grønlandske Handel (KGH) zu arbeiten begann. Am 24. Februar 1855 wurde in Qaqortoq das einzige Kind des Paares, die Tochter Antoinette Margrethe geboren. Diese heiratete den norwegischen Chemiker Ludvig Henrik Benjamin Schmelck (1857–1916) und beide waren die Eltern von Thyra Johanne Marie Schmelck (1884–1960), die wiederum mit dem englisch-norwegischen Kriminalchemiker Charles Mackenzie Bruff (1887–1955) verheiratet war.
1858 wurde Hinrich Johannes Rink als Nachfolger von Signes Vater zum Inspektor von Südgrönland ernannt und das Ehepaar zog nach Nuuk. Dort hatten sie regen Kontakt mit Samuel Kleinschmidt und Carl Janssen, woraus unter anderem 1861 die erste grönländische Zeitung, die Atuagagdliutit, hervorging. Des Weiteren entstanden in dieser Zeit die Forstanderskaber als erstes Organ der Mitbestimmung und des Rechtswesens im kolonialen Grönland. Signe Rink galt als große Stütze für ihren Ehemann.
1868 verließen die Rinks Grönland aus gesundheitlichen Gründen und zogen nach Kopenhagen, wo Hinrich Johannes bald zum Direktor des KGH aufstieg. 1882 zogen sie nach Oslo, wo Signe Rink mit der Schriftstellerei begann. In mehreren Büchern beschrieb sie das Leben in Dänemarks arktischer Kolonie. Zudem überarbeitete 1896 sie Lars „Arĸaluk“ Møllers Geschichtensammlung und übersetzte Johannes „Hansêraĸ“ Hansens Tagebuch. Sie gilt als erste Expertin für die grönländische Kultur, die sie dem europäischen Kulturkreis durch ihre Bücher eröffnete. Als ihr Ehemann starb, begann sie die Werke der Künstler Aron von Kangeq und Jens Kreutzmann zu sammeln. Sie starb schließlich 1909 im Alter von 73 Jahren in Norwegens Hauptstadt Oslo.

## Werke
- 1886: Grønlændere
- 1887: Grønlændere og Danske i Grønland
- 1888: Koloni-Idyller fra Grønland
- 1896: Kajakmænd
- 1900: Vestgrønlænder Kateket Hansêraĸs dagbog om de hedenske Østgrønlændere
- 1902: Fra det Grønland der gik